# Дородных, Виктор Иванович
Виктор Иванович Дородных (10 февраля 1936, Москва — 5 апреля 2021) — советский футболист и тренер. Пятикратный бронзовый призёр чемпионатов СССР. Капитан ЦСКА в 1961, 1962—1963 годах.

## Биография
Воспитанник футбольный школы ЦДСА. Свою карьеру начинал как центральный защитник.
За основной состав команды дебютировал 14 июля 1955 года в домашней встрече против киевского «Динамо», выйдя на поле в основном составе. В следующий раз появился на поле только через год — в матче против кишинёвского «Буревестника». В чемпионате 1957 года к играм основного состава не привлекался.
После того как армейцев возглавил Борис Аркадьев, Дородных стал наигрываться на позиции центрального полузащитника и чаще появлялся на поле. Переломным сезоном стал 1959 год, в котором он выходил на поле одиннадцать раз и забил один гол (в ворота ленинградского «Зенита»). В следующем чемпионате Дородных стал футболистом основного состава.
В сезонах 1961, 1962—1963 годов был капитаном команды. Всего за армейцев сыграл 170 матчей, в том числе 10 кубковых, и забил четыре мяча.
После окончания карьеры футболиста работал преподавателем на кафедре физподготовки и спорта Военно-инженерной академии имени Куйбышева, а также в течение двух лет был тренером команды вооруженных сил демократической республики Афганистан.
Скончался 5 апреля 2021 года.

## Достижения
- Бронзовый призёр чемпионата СССР (5): 1955, 1956, 1958, 1964, 1965.